# Василёк синий
Василёк си́ний, или Василёк посевно́й (лат. Centauréa cyánus) — однолетнее, двулетнее травянистое луговое растение; вид рода Василёк семейства Астровые, или Сложноцветные (Asteraceae).
Встречается по опушкам лесов, полянам, обочинам дорог как сорное растение на огородах и полях злаковых культур.

## Ботаническое описание

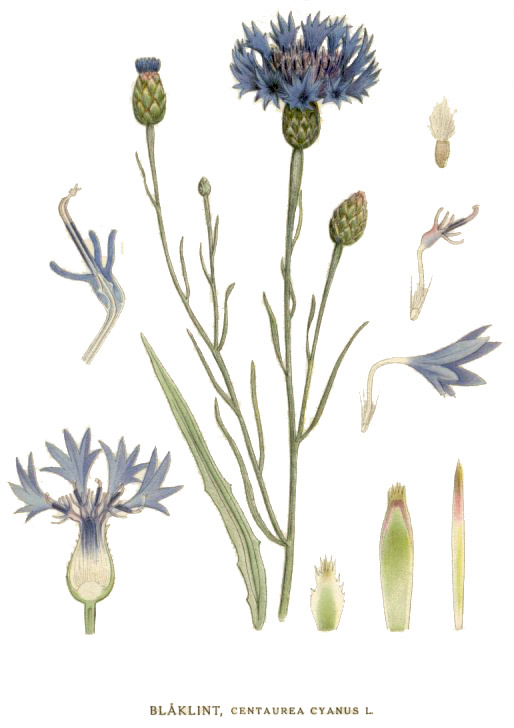
Василёк синий.

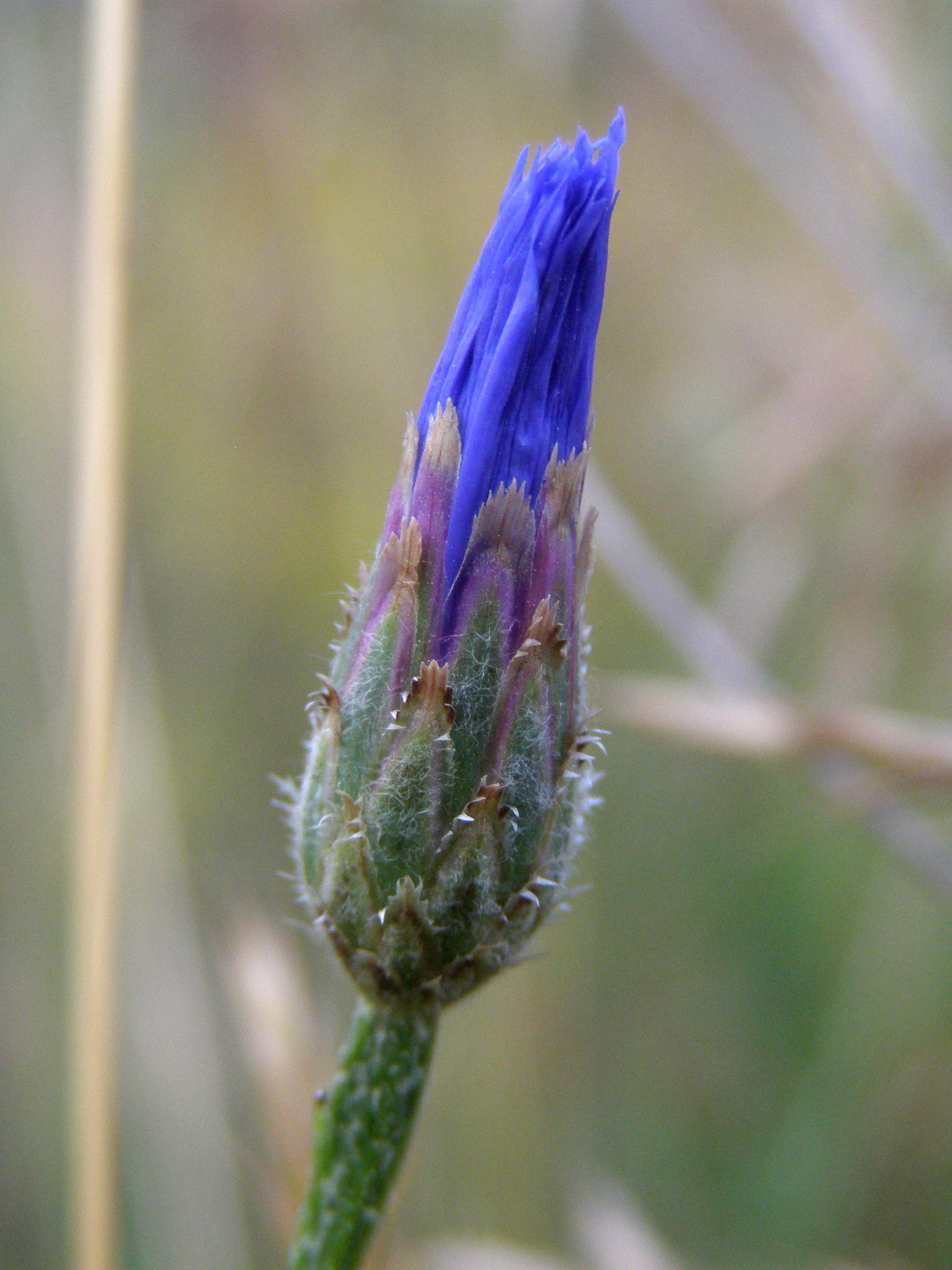
Василёк синий — цветочная почка.

Стебель шершавый прямой ребристый, высотой 15—100 см.
Листья ланцетные, выемчато-надрезанные, стеблевые сидячие, все листья опушены тонким войлочком.
Цветки отличаются по окраске от синего до лилово-пурпурного. Цветочные корзинки одиночные, крупные, наружные обёртки корзинок яйцевидные с буроватым плёнчатым бахромчатым краем. Внутренние обёртки линейно-ланцетные, на концах желтоватые, с перепончатым целым или зубчатым придатком; краевые цветки в корзинках ярко-синие, косоворонковидные, бесплодные, внутренние — сине-фиолетовые, трубчатые, обоеполые; редко все цветки белые.
Плоды — семянки с почти равным им по длине рыжеватым хохолком.
Корень тонкий, стержневой.
Цветёт в июне—сентябре.

## Ареал
Распространён в европейской части бывшего СССР, за исключением северных и южных районов, на Кавказе, отмечен также в Сибири, Средней Азии и на Дальнем Востоке.

## Химический состав
В цветках содержится флавоновый гликозид центауреин, синий антоциановый гликозид протоцианин, эфирное масло, горькие, дубильные вещества, сапонины, минеральные соли, диглюкозиды цианидина и пеларгонидина, а также производные фенола и флавонов — апигенина, лютеолина, кверцетина и кемпферола.

## Значение и применение
В качестве лекарственного сырья используют краевые воронковидные цветки василька синего — лат. Flores Centaureae cyani. При заготовке срезают цветущие корзинки, из которых выщипывают краевые и отчасти трубчатые цветки, сушат быстро и обязательно в тени. Хранят в сухом месте. Срок хранения сырья — 1 год.
В научной медицине василёк используется в мочегонных сборах, особенно при отёках почечного и сердечного происхождения, как противовоспалительное средство, а также как противоспазматическое при болезнях печени. Цветки в виде настоя, чая и экстрактов применяются при нефритах, нефрозонефритах, циститах, уретритах как лёгкое мочегонное средство и при заболеваниях печени и жёлчных путей как желчегонное.
В народной медицине отвары цветков применяют при воспалительных заболеваниях глаз, зрительной утомляемости. Примочки с отваром применяют при фурункулёзе, экземе, трофических язвах, маточных кровотечениях. Отвар корзинок используют как мочегонное, при циститах, кашле и коклюше, нервных и желудочных заболеваниях, при маточных кровотечениях и поносе у детей.
Хороший медонос, даёт пчёлам нектар и пыльцу. Мёд зеленовато-жёлтый, густой, с приятным лёгким миндальным запахом и иногда с горьковатым привкусом. Растения выделяют нектар даже в значительную засуху. Продуктивность сплошных зарослей превышает 100 кг/га (Пельменев, 1985); по другим данным (Бурмистров, 1999), колеблется от 30 до 90 кг/га. Продуктивность сахара цветком в европейской части России — 0,08 мг (Н. И. Кривцов, В. И. Лебедев, Н. И. Туников, 1999). Калашников В. Г. указывает на продуктивность мёда василька синего в 350 кг/га.
В условиях Рязанской области в нектаре василька синего содержится от 46,5 ± 2,17% сахара. Другие исследователи приводят более высокие показатели, вероятно, их-за более благоприятных условий произрастания этого растения. Продуктивность пыльцы: пыльником — 0,08 ± 0,004 мг, растением — 27,1 ± 1,21 мг.
Опасен для крупного рогатого скота и особенно овец, так как волоски опушения образуют в кишечнике фитобезоары и вызывают его непроходимость.

## Символизм
Василёк синий — символ памяти павших за Родину во Франции, официальная цветочная эмблема шведской исторической провинции Эстергётланд, стилизованное изображение василька синего изображено на эмблеме шведской политической партии «Народная партия — либералы».
В фольклоре васильки носили влюбленные молодые люди, если цветок увядал слишком быстро, это воспринималось как знак того, что любовь мужчины не была взаимна. 
В Беларуси синий василёк «Растение 2025 года». 
| |  |  |  |
| Слева направо: группа цветущих растений; василёк синий в посевах ржи; цветок; стилизованное изображение василька синего на эмблеме шведской политической партии «Народная партия — либералы» |  |  |  |

## Классификация

### Таксономия[9]
Centaurea cyanus L., 1753, Sp. Pl. : 911
Вид Василёк синий относится к роду Василёк  (Centaurea)  семейства Астровые (Asteraceae) порядка Астроцветные (Asterales). Кладограмма в соответствии с Системой APG IV:
|  |                                      |  |                                   |                                   |                    |  | ещё 10 семейств | ещё 10 семейств |               |  |  |  | еще 786 подтвержденных и 845 в статусе "непроверенных" видов и инфравидовых таксонов |
|  |                                      |  |                                   |                                   |                    |  | ещё 10 семейств | ещё 10 семейств |               |  |  |  | еще 786 подтвержденных и 845 в статусе "непроверенных" видов и инфравидовых таксонов |
|  |                                      |  |                                   | порядок Астроцветные              |                    |  |                 |                 | род Василёк   |  |  |  |                                                                                      |
|  |                                      |  |                                   | порядок Астроцветные              |                    |  |                 |                 | род Василёк   |  |  |  |                                                                                      |
|  | отдел Цветковые, или Покрытосеменные |  |                                   |                                   | семейство Астровые |  |                 |                 | Василёк синий |  |  |  |                                                                                      |
|  | отдел Цветковые, или Покрытосеменные |  |                                   |                                   | семейство Астровые |  |                 |                 |               |  |  |  |                                                                                      |
|  |                                      |  | ещё 63 порядка цветковых растений | ещё 63 порядка цветковых растений |                    |  |                 | ещё 1804 рода   | ещё 1804 рода |  |  |  |                                                                                      |
|  |                                      |  |                                   | ещё 63 порядка цветковых растений |                    |  |                 |                 | ещё 1804 рода |  |  |  |                                                                                      |

### Синонимы
- Centaurea concinna  Trautv.
- Centaurea concinna  Steud.
- Centaurea cyaneum  St.-Lag.
- Centaurea cyanocephala  Velen.
- Centaurea cyanus subsp. coa  Rech.f.
- Centaurea cyanus subsp. cyanus
- Centaurea cyanus var. cyanus
- Centaurea cyanus var. denudata  Suksd.
- Centaurea hortorum  Pau.
- Centaurea lanata  Roxb.
- Centaurea pulcherrima  Wight ex DC.
- Centaurea pulcherrima  Willd.
- Centaurea pulchra  DC.
- Centaurea rhizocephala  Trautv.
- Centaurea segetalis  Salisb.
- Centaurea umbrosa  A.Huet ex Reut.
- Cyanus arvensis  Moench
- Cyanus cyanus  Hill
- Cyanus dentato-folius  Gilib.
- Cyanus segetum  Hill
- Cyanus vulgaris  Delarbre
- Jacea segetalis  Lam. ex Steud.
- Jacea segetum  Lam.
- Leucacantha cyanus  Nieuwl. & Lunell
- Setachna cyanus  Dulac